# Julie Kavner
Julie Deborah Kavner, född 7 september 1950 i Los Angeles i Kalifornien, är en amerikansk skådespelare, komiker och röstskådespelerska. Hon är mest känd för sin roll som Marge Simpson i den animerade tv-serien Simpsons. I serien gör hon även röster till andra karaktärer, däribland Patty och Selma Bouvier.
Kavner föddes i Los Angeles och växte upp i södra Kalifornien, där hon gick på Beverly Hills High School och senare på San Diego State University. Hon är känd för sin improvisation och säregna "honungs-grusiga röst." Hon fick sin första professionella skådespelarroll 1974 i tv-serien Rhoda. 1978 vann hon en Primetime Emmy Award för rollen och innan det hade hon nominerats sex gånger. Efter Rhoda fick Kavner en roll på The Tracey Ullman Show, som hade premiär 1987. The Tracey Ullman Show visade en serie animerade kortfilmer om en dysfunktionell familj. Röster behövdes för kortfilmerna, så producenterna frågade Kavner om hon var villig att göra rösten för Marge. Kortfilmerna blev till slut en egen tv-serie, kallad Simpsons.
Kavner har beskrivits som "nästan tillbakadragen" och hennes kontrakt säger att hon inte ska behöva marknadsföra Simpsons på video. 1992 nominerades Kavner en Primetime Emmy Award för sin roll som Marge och 2007 nominerades hon en Annie Award för sin insats i Simpsons: Filmen. 1992 hade Kavner sin första ledande roll i långfilmen Här är mitt liv. Hon har även varit med i sju filmer skrivna av Woody Allen och komedin Click med Adam Sandler.

## Uppväxt
Kavner föddes i Los Angeles, Kalifornien den 7 september 1950 som den andra dottern till Rose, en familjerådgivare, och David Kavner, en möbeltillverkare. Kavner valde att fullfölja en skådespelarkarriär eftersom "Det fanns inget annat jag ville göra, någonsin." Hon gick på Beverly Hills High School, som hon senare erkände ett hat för. Hon var "något av en enstöring" på high school och provspelade utan framgång för flera pjäser. Skådespelaren John Ingle, som var ordförande för konstavdelningen på Beverly Hills High School, kommenterade senare att Kavner var "utmärkt på improvisation men hon var inte en ingeny och inte så [passande för en roll] vid den åldern."
Efter att ha tagit examen från high school, började Kavner på San Diego State University där hon studerade drama. Kavner rollbesattes i flera produktioner på universitet, såsom Charlotte Corday i Mordet på Marat. Hon blev känd för sin improvisation och förmåga att göra både komedi och drama. Hon tag examen 1971 och fick ett dagjobb som maskinskriverska på UCLA School of the Arts and Architecture.

## Karriär

### Tidig karriär
1973 provspelade Kavner för en roll som en av Rhoda Morgensterns systrar på The Mary Tyler Moore Show. Seriens producent, David Davis, hade övertalat henne att provspela, men beslöt sig för att tilldela rollen till en annan skådespelerska. Ett år senare blev Rhoda Morgenstern huvudkaraktären i spinoffserien Rhoda. Kavner rollbesattes i sin första professionella skådespelarroll som Brenda Morgenstern, Rhodas syster. Rhoda hade premiär på CBS den 9 september 1974 och slutade i december 1978. Kavner tilldelades fyra Primetime Emmy Award-nomineringar för sin roll som Brenda, och vann priset år 1978. Hon tilldelades också fyra Golden Globe Award-nomineringar. 1975 nominerades hon en Daytime Emmy Award för sin ledande roll i dagtidspecialen The Girl Who Couldn't Lose.
Efter Rhoda hade Kavner en gästroll på tv-serien Taxi, och medverkade i filmerna Läkarskolan och Älskling, jag ger mej, som båda floppade på box office. Senare medverkade hon i tv-filmerna Revenge of the Stepford Wives, No Other Love och A Fine Romance och spelade in ett pilotavsnitt. Hon spelade även en stor roll i flera teaterpjäser, såsom It Had to be You på en middagsteater i Kanada, Particular Friendships i New York år 1981, och Two for the Seesaw, som regisserades av Burt Reynolds. Woody Allen såg Kavner en kväll när han tittade på Rhoda. Han tyckte att hon var anmärkningsvärd och erbjöd senare henne en roll i filmen Hannah och hennes systrar år 1986. Kavner tog rollen, och anser att Allen och filmen föryngrade hennes karriär.
Kavner rollbesattes som motspelare till Tracey Ullman i The Tracey Ullman Show, som hade premiär på Fox år 1987. Kavner beskrev programmet "som att vara tillbaka i skolan, en chans att spela en mängd olika roller, några riktigt onda personer, att inte vila på lagrarna, att ge sig ut i det okända." Hon sa även att "Vad jag gör är inte mimik eller en imitation, utan mer av en assimilering. [På The Tracey Ullman Show] gjorde vi en hel del tittande på folk för att ta reda på vilka vi ska basera våra karaktärer på. Vi gjorde vår hemläxa på lunchtimmen." Kavner nominerades fyra Primetime Emmy Awards för sina insatser på programmet.

### Simpsons
Kavner blev mest känd för sin roll som Marge Simpson på den animerade tv-serien Simpsons, som pågår än idag. The Tracey Ullman Show hade en serie animerade kortfilmer om den dysfunktionella familjen Simpson. Röster behövdes för kortfilmerna och istället för att anlita fler skådespelare, beslöt sig producenterna för att fråga Kavner och kollegan Dan Castellaneta om att göra rösterna till Marge och Homer. Hilary de Vries från The New York Times anser att Kavner har en "honungs-grusig röst". Kavner säger att grunden bakom sin särskiljande röst är en bula på stämbanden. Marges raspiga röst är bara något annorlunda från Kavners vanliga röst.
Även om Marge är hennes mest kända rollfigur, tycker Kavner mest om att göra rösterna till Marges systrar, Patty och Selma Bouvier för att "de är väldigt roliga och sorgliga på samma gång." Serien skapare, Matt Groening, sa till Kavner att rösta duon som karaktärer som "suger livet ur allt." Båda har raspiga röster, men Pattys röst är mer maskulin och har ett lägre tonläge, medan Selmas röst är lite sötare. Kavner gör rösten till alla kvinnliga karaktärer i familjen Bouvier, inklusive Marges mor, Jacqueline.
I Kavners kontrakt står det att hon inte ska behöva marknadsföra Simpsons på video och hon framför sällan Marges röst offentligt, eftersom hon anser att det "förstör illusionen. Folk känner att dessa är riktiga människor." Kavner tar inspelningarna på allvar och anser att röstskådespeleri är "lite mer begränsande än [vanligt] skådespeleri. Och jag har ingenting att göra med min karaktärs rörelser." Nancy Cartwright, som gör rösten till Bart Simpson, skrev i sin bok My Life as a 10-Year-Old Boy att Kavner är "en arbetshäst till skådespelare" med "extraordinär professionalism och tyst arbetsmoral" och är sällan sen till inspelningarna.
Fram till 1998 fick Kavner $30 000 för varje avsnitt hon spelade in. Under en lönetvist 1998 hotade Fox att ersätta de sex huvudsakliga skådespelarna med nya och gick till och med så långt som att förbereda nya röster. Dock löste sig tvisten snart och Kavner betalades $125 000 per avsnitt fram till 2004, då skådespelarna krävde att få $360 000 per avsnitt. Tvisten löste sig en månad senare och Kavner tjänade $250 000 per avsnitt. Efter omförhandlingar kring lönen under 2008, får skådespelarna nu ungefär $400 000 per avsnitt.
Under den 44:e upplagan av Primetime Emmy Awards tilldelades Kavner ett pris för sin insats som Marge i avsnittet "I Married Marge" från säsong tre. 2004 vann Kavner och Castellaneta en Young Artist Award för "Populäraste mamman och pappan i en tv-serie". 2007 nominerades Kavner en Annie Award för sin insats i Simpsons: Filmen, men förlorade mot Ian Holm i Råttatouille. Kavners känslomässiga prestation i filmen mottogs med positiva recensioner, och en kritiker sade att hon "levererade det som måste vara det mest hjärtliga framförandet någonsin att hitta sin väg in i en film baserad på en vanvördig tecknad serie." Vissa scener i filmen, såsom Marges känslomässiga videomeddelande till Homer, spelades in över etthundra gånger, vilket gjorde Kavner utmattad.

### Fortsatt karriär
Många av Kavners roller har beskrivits av New York Times-skribenten Hilary de Vries som en "kvinna som är stödjande, sympatiskt eller blygsamt rolig." Kavner växte ett förakt till att spela sådana roller och sa, "Om det anstryker till Brenda Morgenstern, tar jag inte jobbet." I filmen Uppvaknanden hade Kavner en stödjande roll som sjuksköterskan Eleanor Costello, som blir vän med Robin Williams karaktär. Kavner intervjuade flera sjuksköterskor som förberedelse för rollen och regissören Penny Marshall beskrev Kavner som "en lättskött skådespelare [...] Man behöver aldrig oroa sig för att ge [henne] en historia bakom sina karaktärer." 1992 spelade Kavner i Här är mitt liv, som var hennes första ledande roll i en långfilm. Hon spelade Dottie Ingels, en strävande ståuppkomiker som börjar underlåta sin familj när karriären börjar ta fart. Kavner beskrev Dottie som "riktigt självisk", men erkände att "Jag gillade rollen av den anledningen." Kavner hade tillfrågats att spela en mindre karaktär i filmen, men Joe Roth, som då var ordförande för 20th Century Fox, föreslog att huvudrollen skulle spelas av en mindre känd skådespelare. Filmens regissör, Nora Ephron, sade att Kavner "har så lite fåfänga att det är nästan chockerande. Inte bara det att hon inte har några krav som skådespelerska—'Hur stor är min trailer, vad finns i mitt kylskåp?'—men hon gör allt för sin karaktär om hon tycker att det låter vettigt."
Kavner har medverkat i många filmer av Woody Allen, såsom Hannah och hennes systrar (1986), Radio Days (1987), New York Stories (1989), Alice (1990), Skuggor och dimma (1991), tv-filmen Don't Drink the Water (1994) och Harry bit för bit (1997). Allen skrev Kavner som "en naturligt rolig person. När hon gör en scen lyssnar och tittar man på henne." Kavner anser att Allen är "en riktig filmskapare, en som har något att säga, [som] ständigt experimenterar med olika teman inom sitt eget filmskapande." Hon sa även att "vad som helst [Allen] någonsin gör, vill alltid jag göra, [...] Jag behöver inte ens läsa det."
Hon har även röstskådespelat i filmer som Lejonkungen 3 - Hakuna Matata, Dr. Dolittle och A Walk on the Moon. Hennes senaste live-actionfilm var Click från 2006, där hon spelade mamma till Adam Sandlers karaktär. Hon har också arbetat med Tracey Ullman på sketchserien Tracey Takes On... på HBO.

## Privatliv
Kavner lever ett "privat, nästan tillbakadraget" liv, "diskret och vaktade bortom den vanliga tystlåtna stjärnrutinen." Hon gör sällan offentliga framträdanden och vägrar att bli fotad på arbetet. Hennes partner är den pensionerade producenten David Davis och de har bott tillsammans sedan 1976. Eftersom hon är av judisk härkomst, äter Kavner varken kött eller fågel, men hon äter fisk. I en intervju med The New York Times år 1992, sa Kavner att hon övervägde att pensionera sig, "förutom att göra tre dagar om året för [Woody Allen]." Dock kände hon att om hon verkligen skulle pensionera sig, skulle hon få ett manus som hon ville "göra mer än livet självt."

## Filmografi

### Filmer
| År   | Film                                | Roll                  | Noter                        |
| ---- | ----------------------------------- | --------------------- | ---------------------------- |
| 1982 | National Lampoon Goes to the Movies | Mrs. Falcone          |                              |
| 1985 | Läkarskolan                         | Cookie Katz           |                              |
| 1986 | Hannah och hennes systrar           | Gail                  |                              |
| 1987 | Radio Days                          | Mamma                 |                              |
| 1987 | Älskling, jag ger mej               | Ronnie                |                              |
| 1989 | New York Stories                    | Treva                 |                              |
| 1990 | Uppvaknanden                        | Eleanor Costello      |                              |
| 1990 | Alice                               | Dekoratör             |                              |
| 1991 | Skuggor och dimma                   | Alma                  |                              |
| 1992 | Här är mitt liv                     | Dottie Ingels         |                              |
| 1994 | Inget att förlora                   | Nan Mulhanney         |                              |
| 1995 | Glöm Paris                          | Lucy                  |                              |
| 1997 | Harry bit för bit                   | Grace Harrys karaktär |                              |
| 1998 | Dr. Dolittle                        | Kvinnlig duva         |                              |
| 1999 | Judy Berlin                         | Marie                 |                              |
| 1999 | A Walk on the Moon                  | P.A.-annonsör         |                              |
| 1999 | Story of a Bad Boy                  | Elaine                |                              |
| 2001 | Trogen tjur sökes                   | Pälsfodrat djur       |                              |
| 2004 | Barn Red                            | Namnlös karaktär      |                              |
| 2004 | Lejonkungen 3 - Hakuna Matata       | Timons mamma          | Direkt-till-DVD              |
| 2004 | Behind the Legend: Timon            | Timons mamma          | Direkt-till-DVD; okrediterad |
| 2006 | Click                               | Trudy Newman          |                              |
| 2007 | Simpsons: Filmen                    | Marge Simpson         |                              |

### TV
| År        | Serie                         | Roll                                                | Noter |
| --------- | ----------------------------- | --------------------------------------------------- | --- |
| 1974–1978 | Rhoda                         | Brenda Morgenstern                                  | Medverkade i alla 110 avsnitt; Vunnit en Primetime Emmy Award; nominerad ytterligare tre Nominerad för tre Golden Globes |
| 1975      | The ABC Afternoon Playbreak   | Jane Darwin                                         | Avsnitt 3.4: "The Girl Who Couldn't Lose"                                                                                |
| 1975      | Katherine                     | Margot Weiss Goldman                                | TV-film |
| 1975      | Petrocelli                    | Namnlös karaktär                                    | Avsnitt 2.6: "To See No Evil"                                                                                            |
| 1976      | Bert D'Angelo/Superstar       | Namnlös karaktär                                    | Avsnitt 1.4: "The Brown Horse Connection"                                                                                |
| 1977      | På första sidan               | Alice                                               | Avsnitt 1.11: "Housewarming"                                                                                             |
| 1979      | No Other Love                 | Janet Michaels                                      | TV-film |
| 1980      | Revenge of the Stepford Wives | Megan Brady                                         | TV-film |
| 1980      | Taxi                          | Monica Banta Douglas                                | Avsnitt 3.2: "Tony's Sister and Jim"                                                                                     |
| 1983      | A Fine Romance                | Laura Prescott                                      | TV-film |
| 1987–1989 | The Tracey Ullman Show        | Diverse karaktärer                                  | Nominerad fyra Primetime Emmy Awards                                                                                     |
| 1989-     | Simpsons                      | Marge Simpson Patty och Selma Bouvier Övriga röster | Äldsta roll; Vunnit en Primetime Emmy Award                                                                              |
| 1991      | Sibs                          | Namnlös karaktär                                    | Avsnitt 1.13: "Honey, I Shrunk My Head"                                                                                  |
| 1991      | To the Moon, Alice            | Sitcomproducent                                     | TV-film |
| 1994      | Birdland                      | Madeline Diamond                                    | Avsnitt 1.5: "Grand Delusion"                                                                                            |
| 1994      | Don't Drink the Water         | Marion Hollander                                    | TV-film |
| 1996      | Jake's Women                  | Karen                                               | TV-film |
| 1996–1999 | Tracey Takes On...            | Diverse karaktärer                                  | Medverkat många avsnitt                                                                                                  |

### TV-spel
- The Simpsons Arcade Game (1991) - Marge Simpson
- The Simpsons Cartoon Studio (1996) - Marge Simpson
- Virtual Springfield (1997) - Marge Simpson, Patty och Selma Bouvier
- The Simpsons Bowling (1999) - Marge Simpson, Patty och Selma Bouvier
- The Simpsons Wrestling (2001) - Marge Simpson
- The Simpsons Road Rage (2001) - Marge Simpson
- The Simpsons Skateboarding (2002) - Marge Simpson
- The Simpsons Hit & Run (2003) - Marge Simpson, Patty och Selma Bouvier
- The Simpsons Game (2007) - Marge Simpson, Patty och Selma Bouvier

## Priser och utmärkelser
| År   | Pris                 | Kategori                                                 | Roll               | Serie/film                 | Resultat  |
| ---- | -------------------- | -------------------------------------------------------- | ------------------ | -------------------------- | --------- |
| 1975 | Primetime Emmy Award | Enastående stödjande skådespelerska i en komediserie     | Brenda Morgenstern | Rhoda                      | Nominerad |
| 1975 | Golden Globe Award   | Bästa stödjande skådespelerska – TV                      | Brenda Morgenstern | Rhoda                      | Nominerad |
| 1975 | Daytime Emmy Award   | Enastående skådespelerska i ett dagtidsdrama             | Jane Darwin        | The Girl Who Couldn't Lose | Nominerad |
| 1976 | Primetime Emmy Award | Enastående stödjande skådespelerska i en komediserie     | Brenda Morgenstern | Rhoda                      | Nominerad |
| 1976 | Golden Globe Award   | Bästa stödjande skådespelerska – TV                      | Brenda Morgenstern | Rhoda                      | Nominerad |
| 1977 | Primetime Emmy Award | Enastående stödjande skådespelerska i en komediserie     | Brenda Morgenstern | Rhoda                      | Nominerad |
| 1977 | Golden Globe Award   | Bästa stödjande skådespelerska – TV                      | Brenda Morgenstern | Rhoda                      | Nominerad |
| 1978 | Primetime Emmy Award | Enastående stödjande skådespelerska i en komediserie     | Brenda Morgenstern | Rhoda                      | Vinst     |
| 1978 | Golden Globe Award   | Bästa TV-skådespelerska i en stödjande roll              | Brenda Morgenstern | Rhoda                      | Nominerad |
| 1987 | Primetime Emmy Award | Enastående prestation i ett revy- eller musikprogram     | Olika roller       | The Tracey Ullman Show     | Nominerad |
| 1988 | Primetime Emmy Award | Enastående prestation i ett revy- eller musikprogram     | Olika roller       | The Tracey Ullman Show     | Nominerad |
| 1989 | Primetime Emmy Award | Enastående prestation i ett revy- eller musikprogram     | Olika roller       | The Tracey Ullman Show     | Nominerad |
| 1990 | Primetime Emmy Award | Enastående prestation i ett revy- eller musikprogram     | Olika roller       | The Tracey Ullman Show     | Nominerad |
| 1992 | Primetime Emmy Award | Enastående prestation i röstskådespeleri                 | Marge Simpson      | The Simpsons               | Vinst     |
| 2004 | Young Artist Award   | Populäraste mamman och pappan i en tv-serie              | Marge Simpson      | The Simpsons               | Vinst     |
| 2008 | Annie Award          | Bästa röstskådespeleri i en animerad långfilmsproduktion | Marge Simpson      | Simpsons: Filmen           | Nominerad |